# Плетене
Плетенето е метод за изработването на текстил с помощта на прежда и игли.
Плетеният плат се състои от последователни редове примки, наречени бримки. С напредването на всеки ред, нова бримка се изтегля през съществуваща бримка. Готовите бримки се нанизват на иглата, докато други бримки се прехвърлят през тях. Този процес в крайна сметка създава плат, често използван за различни видове облекла.
Плетенето може да стане на ръка или с машина. Може да се използват и различни уреди, напр. машини за плетене на шалове, мрежи или други подложки. Определени изделия може да се плетат и с ръце (без игли или уреди).
Съществуват множество стилове и методи на ръчно плетиво. Бримките могат да бъдат със или без наметка. Броят наметки определя височината на бримката и реда.
Броят на иглите варира от една (плетене на една кука) до 6 (напр. за чорапи). За по-широки изделия се използва т.нар. обръч – игли, свързани с метална или пластмасова корда/тел, на която се нанизват бримките.
Различни видове прежди и игли се използват, за да се постигне голямо изобилие от плетива. Тези материали дават различен цвят, структура, тегло и завършеност на плетивото. Други фактори, които влияят на крайния резултат са формата, дебелина и гъвкавостта на иглата, както и типа влакна, прежда, структура и усукване.
Ръчното плетене е подобно на тъкането и везането, но не използва основа от конци.
Машинното плетене се разделя на напречно пленете (към което принадлежи ръчното плетене) и основопленете. При основопленетето се използва основа с нишки, където всяка нишка образува по една бримка на един цикъл. Структури от тези плетки се използват за бельо, завеси, еластични бански. Техните конструкции са сложни за проектиране и изискват задълбочено познаване на процесите на машините или използването на специализиран софтуер. Основният разработчик на такъв софтуер е Йордан Кьосев, германски учен от български произход.